# قلعة دوقات بريتاني
قلعة دوقات بريتاني هي قلعة كبيرة تقع في مدينة نانت، إقليم لوار الأطلسية، فرنسا. أدرجت القلعة كمعلم تاريخي من قبل وزارة الثقافة الفرنسية.